# Brushfield-Spots

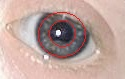
Brushfield-Spots

Brushfield-Spots (deutsch: Brushfield-Flecken), auch Brushfieldspots geschrieben und unter dem Synonym Brushfield-Iris-Sprenkelung bekannt, sind durch eine Anhäufung von Stromafasern entstandene ophthalmologische Gewebeveränderungen / Pigmentbesonderheiten in den vorderen Schichten der Regenbogenhaut (Iris) des Auges.
Sie sind besonders gut bei heller Iris als ringförmig angeordnete weiße, hellgelbe oder hellgraue Sprenkel (Spots) an der Außenseite der Regenbogenhaut zu erkennen.
Zum ersten Mal unter wissenschaftlichen Gesichtspunkten beschrieben wurde die besondere Irissprenkelung im Jahr 1924 von Thomas Brushfield.
Brushfield-Spots  kommen im Kindesalter überdurchschnittlich häufig bei Menschen mit einem Down-Syndrom (Trisomie 21), mit dem Smith-Magenis-Syndrom oder mit dem Zellweger-Syndrom vor. 
Sie verschwinden mit zunehmendem Alter wieder, beeinträchtigen die Sehfähigkeit nicht und müssen darum nicht behandelt werden.